# Monte Didicas
Il Didicas, o Dedicas o Didica o Dedica, è un vulcano sottomarino attivo delle Filippine il cui duomo di lava si eleva per 228 m.s.l.m. a 22 km a Nord-est dell'isola di Camiguin, nell'arcipelago delle Babuyan, nella Provincia di Cagayan, nell'estrema parte settentrionale dello Stato asiatico.
Il Didicas è rimasto un vulcano sottomarino fino al 1952, allorquando un'eruzione con indice di esplosività vulcanica 2 formò una piccola isola di andesite. Una testimonianza del 1918, però, riferisce che il Didicas fosse apparso già nell'anno 1857, il medesimo in cui sarebbe apparso anche il vicino Monte Camiguin de Babuyanes, sull'isola di Camiguin. Il vulcano è ai giorni nostri una formazione di lava con un diametro di circa 1,4 km e un cratere di circa 400 m di larghezza formatosi durante l'eruzione del 1952. L'attività eruttiva storica del Didicas è piuttosto frequente, con una prima eruzione registrata nel 1773; nel 1860 una nuova eruzione che si protrasse per quattro anni portò il cono sottomarino a un'altezza di 213 m ma venne rapidamente eroso dalle maree; nel 1900 un'ulteriore eruzione lasciò tre formazioni rocciose alte fino a 82 m; nel 1952 il Didicas eruttò due volte con attività di tipo esplosivo.